# 阿罕布拉法令
《阿罕布拉法令》（西班牙語：Decreto de la Alhambra）是西班牙的天主教双王（伊莎貝拉一世和費爾南多二世）于1492年3月21日下达的法令，该法令命令在当年7月31日前驱逐卡斯蒂利亚王国和阿拉贡王国及其属地中的信奉犹太教的犹太人。法令下达后，有约20万犹太人皈依了天主教(瑪拉諾)，4万至10万人被驱逐。1968年12月16日，该法令被正式撤回。